# Max (мессенджер)
Max (рус. Макс) — мессенджер, выпущенный компанией VK в 2025 году. По состоянию на июль 2025 года находился на стадии бета-тестирования. По аналогии с китайской платформой WeChat на базе Max разрабатывается национальный российский мессенджер — универсальное мобильное приложение («суперапп»), позволяющее помимо обмена сообщениями и голосовой связи также получать электронные государственные услуги, удостоверять личность через цифровой ID, использовать усиленную электронную подпись, а также совершать платежи.
Для регистрации в Max требуется российский или белорусский номер мобильного телефона. Регистрация по виртуальному или подменному номеру невозможна.
Мессенджером управляет дочерняя структура VK — ООО «Коммуникационная платформа», определённое правительством в качестве организации, отвечающей за работу и развитие национального мессенджера.

## История
В мае 2022 года на рынке появилось мобильное приложение «VK Мессенджер», однако корпорация VK испытывала трудности с привлечением аудитории в данный продукт, в связи с чем в 2024 году была начата разработка нового мессенджера.
25 марта 2025 года представители VK сообщили газете «Ведомости» о работе над бета-версией цифровой платформы Max с функциями мессенджера, встроенной платёжной системы, а также инструментов для бизнеса — мини-приложений и конструкторов чат-ботов. Новый сервис был позиционирован как самостоятельный продукт, который не будет интегрироваться с социальной сетью ВКонтакте. На следующий день, 26 марта, бета-версия Max стала доступна для загрузки в магазинах приложений Google Play, App Store и RuStore.
В апреле 2025 года в мессенджер был встроен сервис генеративного искусственного интеллекта — чат-бот GigaChat от Сбера.
4 июня 2025 года на совещании президента России Владимира Путина с членами правительства министр цифрового развития Максут Шадаев заявил, что на базе Max планируется развивать национальный российский мессенджер, по примеру национальных мессенджеров других стран, доминирующих на локальных рынках. В качестве таких стран министр назвал Японию (Line), Южную Корею (KakaoTalk), Вьетнам (Zalo) и Китай (WeChat).
5 июня 2025 года ВТБ объявил о запуске в Max своего цифрового банка. Также в мессенджер был интегрирован соответствующий сервис Альфа-банка.
6 июня 2025 года Max был включён в единый реестр российского ПО.
24 июня 2025 года был опубликован федеральный закон «О создании многофункционального сервиса обмена информацией». В соответствии с законом предусмотрено создание мобильного приложения, которое объединит функции мессенджера и государственных электронных сервисов (Госуслуги, сервис электронной подписи «Госключ»), позволит удостоверять личность через цифровой ID, а также сможет быть использовано для связи с органами власти и образовательными учреждениями. По данным Минцифры России, таким приложением станет мессенджер Max после разработки соответствующих функций. Закон предусматривает обязательную предустановку мессенджера с 1 сентября 2025 года производителями и продавцами на все вновь выпускаемые мобильные устройства в России.
25 июня 2025 года сенатор Ольга Епифанова сообщила, что интеграция мессенджера Max с порталом Госуслуги и системой ЕСИА будет осуществлена осенью 2025 года.
В июле 2025 года корпорация VK объявила о готовности выплачивать вознаграждение до 5 млн рублей за найденные в Max уязвимости (программа Bug Bounty).

## Количество пользователей
В июне 2025 года количество учётных записей пользователей, созданных в мессенджере Max, составило 1 миллион.
В июле 2025 года VK объявила о том, что количество зарегистрированных пользователей Max превысило 2 миллиона.

## Функции
По состоянию на июнь 2025 года в Max были доступны следующие функции: личные и групповые чаты, голосовые сообщения, звонки, видеосвязь, передача файлов объёмом до 4 гигабайт, стикеры, эмодзи, инструменты для создания чат-ботов и мини-приложений, а также нейросеть GigaChat. В мессенджере реализована возможность денежных переводов между пользователями посредством Системы быстрых платежей (СБП) Банка России.
В июле 2025 года в Max стали доступны групповые видеозвонки без ограничений по длительности и количеству участников.

## Технические подробности
Согласно данным репозитория GitHub, мессенджер Max написан на языках Java, TypeScript, Python и Go. Работает в операционных системах Windows, MacOS, Android, iOS. Помимо мобильного приложения, мессенджер доступен в виде веб-приложения (web.max.ru) и десктопного клиента.
Как отмечалось в прессе, в исходный код мессенджера вошли наработки от других проектов VK, в том числе фрагменты кода предыдущего мессенджера VK ТамТам.
В мессенджер была интегрирована система «VK Security Gate». Технология направлена на непрерывный анализ кода для поиска нарушений его целостности и наличия аномалий.

## Критика
Эксперты и представители отрасли подвергли мессенджер критике за ряд недоработок, а также близкие связи с государством. На 21 июля 2025 года рейтинг Max в Google Play составлял 2,4/5 и 4,2/5 в AppStore.
При разработке Max применяются в том числе библиотеки из стран, признанных Россией недружественными, а одна из библиотек была создана разработчиками из Украины, что послужило поводом для критики мессенджера.
Издание The Insider отмечало, что из политики конфиденциальности следует, что мессенджер собирает данные об IP-адресе, местоположении, контактах из адресной книги и иную информацию о пользователе. И хотя подобные данные собирают и другие приложения, в случае с Max в политике приложения прямо указано, что эти данные могут передаваться «партнёрам компании», а также «любому органу государственной власти или местного самоуправления».
Депутат Госдумы РФ Денис Парфёнов заявил, что такое навязывание государством этого мессенджера похоже на попытку монополизации рынка